# François Gross
Pour les articles homonymes, voir Gross.
 (décembre 2012).
Si vous disposez d'ouvrages ou d'articles de référence ou si vous connaissez des sites web de qualité traitant du thème abordé ici, merci de compléter l'article en donnant les références utiles à sa vérifiabilité et en les liant à la section « Notes et références ».
François Gross, né le 18 mars 1931 à Lausanne et mort le 27 décembre 2015, est un journaliste suisse. Il est originaire de Cressier, dans le canton de Fribourg.

## Biographie
Ancien élève du collège de Saint-Maurice et du collège Saint-Michel de Fribourg, il est licencié en sciences politiques de l'université de Lausanne, François Gross débute à la Gazette de Lausanne où il sera, tour à tour, rédacteur, secrétaire de rédaction, puis correspondant à Paris où il se montre favorable aux institutions et au fondateur de la Ve République. En 1964, il quitte la presse écrite pour la TSR. Jusqu'en 1970, il est chef de la rédaction en langue française du Téléjournal à Zurich. Il retourne à la presse écrite et assume la fonction de rédacteur en chef de La Liberté dès le 1er juillet 1970. Il assume jusqu'en 1990 cette fonction. Parallèlement, il poursuit une carrière d'enseignant à l'institut de journalisme de l'université de Fribourg.
Durant les années 1990, il assume parallèlement le poste de rédacteur en chef de Radio Suisse internationale à Berne et de président de Reporters sans frontières - Suisse, dont il est membre fondateur. Il a également mis sur pied, en 1995, avec Jean-Marie Etter et Philippe Dahinden, des confrères journalistes, la Fondation Hirondelle, une ONG suisse qui crée des médias indépendants en zones de crises.
Le 13 novembre 1997, l'Ambassadeur de France André Gadaud lui remet les insignes de chevalier de l'Ordre national du Mérite.
François Gross a publié régulièrement une chronique dans Le Temps et a exercé la fonction de médiateur de 24 heures.
Il meurt le 27 décembre 2015.

## Publications
- Fribourg, éditions Avanti 1977
- Le projet de Constitution fédérale, Payot 1977
- La Suisse ou le piège des certitudes, Payot 1978 (contribution)
- François Gross en liberté, Fribourg 1996
- François Gross / "Quoi de neuf ?", suivi de Journal de guerre-Irak 2003, préface de Christophe Gallaz, éditions L'Aire, Lausanne, entretiens avec Christian Ciocca,  (ISBN 2-88108-710-8)

### Documentaire
- 20 ans de journalisme sur les bords de la Sarine, réalisation de Christophe Büchi, Eric Burnand, Michel Zendali, 1997, 2e édition, 176 p.